# Большая Бакланова
Большая Бакланова — упразднённая деревня в Вагайском районе Тюменской области России. Входила в состав Шишкинского сельского поселения. В 2004 году включена в состав села Шишкина и исключена из учётных данных.

## География
Деревня находилась в восточной части Тюменской области, в пределах подтаёжно-лесостепного района лесостепной зоны, на правом берегу реки Ашлык, ныне юго-восточная часть села Шышкина.

## История
До 1917 года входила в состав Ашлыкской волости Тобольского уезда Тобольской губернии. По данным на 1926 год деревня Большая состояла из 75 хозяйств. В административном отношении входила в состав Ашлыкского сельсовета Черноковского района Тобольского округа Уральской области.

## Население
| 1989 | 2002 |
| ---- | ---- |
| 149  | ↘111 |

По данным переписи 1926 года в деревне проживало 313 человек (154 мужчины и 159 женщин), в том числе: русские составляли 100 % населения.